# Liste des épisodes de Power Rangers : Jungle Fury
 (décembre 2013).
Si vous disposez d'ouvrages ou d'articles de référence ou si vous connaissez des sites web de qualité traitant du thème abordé ici, merci de compléter l'article en donnant les références utiles à sa vérifiabilité et en les liant à la section « Notes et références ».
Cet article présente le guide des épisodes de la seizième saison de la série télévisée américaine Power Rangers, Power Rangers : Jungle Fury.

## Épisode 01:Esprits de la jungle 1ère partie
- États-Unis : 18 février 2008
- France : 2009

## Épisode 02:Esprits de la jungle 2ème partie
- États-Unis : 18 février 2008
- France : 2009

## Épisode 03:L'esprit du tigre
- États-Unis : 25 février 2008
- France : 2009

## Épisode 04:Les cinq doigts du poison
- États-Unis : 3 mars 2008
- France : 2009

## Épisode 05:Une simple défaite
- États-Unis : 10 mars 2008
- France : 2009

## Épisode 06:Tout est dans le tempo
- États-Unis : 17 mars 2008
- France : 2009

## Épisode 07:Un chef, un plan, une belle victoire
- États-Unis : 24 mars 2008
- France : 2009

## Épisode 08:Maître Phant
- États-Unis : 31 mars 2008
- France : 2009

## Épisode 09:Question de choix
- États-Unis : 21 avril 2008
- France : 2009

## Épisode 10:Esprit de la chauve-souris
- États-Unis : 27 avril 2008
- France : 2009

## Épisode 11:La maîtresse de la mer
- États-Unis : 5 mai 2008
- France : 2009

## Épisode 12:Un nouveau maître
- États-Unis : 12 mai 2008
- France : 2009

## Épisode 13:Le monde des esprits 1ère partie
- États-Unis : 19 mai 2008
- France : 2009

## Épisode 14:Le monde des esprits 2ème partie
- États-Unis : 19 mai 2008
- France : 2009

## Épisode 15:Les pouvoirs du porc-épic
- États-Unis : 2 juin 2008
- France : 2009

## Épisode 16:La force du loup
- États-Unis : 16 juin 2008
- France : 2009

## Épisode 17:C'est ce que font les chefs
- États-Unis : 23 juin 2008
- France : 2009

## Épisode 18:Nouvel ami
- États-Unis : 30 juin 2008
- France : 2009

## Épisode 19:Dominic, le nouveau Power Ranger
- États-Unis : 7 juillet 2008
- France : 2009

## Épisode 20:La dague de contrôle
- États-Unis : 14 juillet 2008
- France : 2009

## Épisode 21:Le Nexus
- États-Unis : 21 juillet 2008
- France : 2009

## Épisode 22:Les yeux de cristal
- États-Unis : 28 juillet 2008
- France : 2009

## Épisode 23:Les trois maîtres
- États-Unis : 4 août 2008
- France : 2009

## Épisode 24:Les esprits Rangers
- États-Unis : 11 août 2008
- France : 2009

## Épisode 25:La lueur stellaire
- États-Unis : 18 août 2008
- France : 2009

## Épisode 26:Une émission géniale!
- États-Unis : 29 septembre 2008
- France : 2009

## Épisode 27:La force de deux tigres
- États-Unis : 6 octobre 2008
- France : 2009

## Épisode 28:Qui sème la poussière…
- États-Unis : 13 octobre 2008
- France : 2009

## Épisode 29:Découverte génétique
- États-Unis : 20 octobre 2008
- France : 2009

## Épisode 30:L'épreuve finale
- États-Unis : 27 octobre 2008
- France : 2009

## Épisode 31:Casey affronte son destin
- États-Unis : 3 novembre 2008
- France : 2009

## Épisode 32:Esprit du tout puissant lion
- États-Unis : 3 novembre 2008
- France : 2009